# For Your Entertainment (album)
For Your Entertainment là album đầu tay của Á quân American Idol Adam Lambert. Phát hành ngày 23/11/2009. Album này đứng thứ 6 trong những album hay nhất thập kỷ trên BillBoard (Readers' poll)

## Lịch sử phát triển
Ngày sau cuộc thi American Idol Adam bắt đầu viết và thu âm với Lady Gaga, Greg Wells, Max Martin, Linda Perry, RedOne, Ryan Tedder, Evan "Kidd" Bogart, Sam Sparro, Kara DioGuardi, Rivers Cuomo và P!nk.
Adam cũng ghi chú trên Twitter rằng anh đang hợp tác với ngôi sao nhạc pop Lady Gaga.
Ngày 28/10, Adam thông báo rằng đĩa đơn đầu tiên sẽ là "For Your Entertainment" sản xuất bởi Dr. Luke. Anh cho biết: "Đĩa đơn đầu tay sẽ là 'For Your Entertainment'... Tôi chắc rằng nó sẽ làm bạn muốn nhảy ngay.". Adam nói thêm bài hát "Soaked" được viết bởi Matthew Bellamy trong nhóm Muse và bài "Music Again" viết bởi Justin Hawkins trong The Darkness. Adam cũng tham gia viết các ca khúc "Strut", "Pick U Up", "Aftermath" và "Broken Open".

## Danh sách bài hát
| STT | Nhan đề                           | Sáng tác                                 | Sản xuất                           | Thời lượng |
| --- | --------------------------------- | ---------------------------------------- | ---------------------------------- | ---------- |
| 1.  | "Music Again"                     | Justin Hawkins                           | Rob Cavallo                        | 3:16       |
| 2.  | "For Your Entertainment"          | Lukasz Gottwald, Claude Kelly            | Dr. Luke                           | 3:34       |
| 3.  | "Whataya Want from Me"            | Pink, Max Martin, Shellback              | Max Martin, Shellback              | 3:46       |
| 4.  | "Strut"                           | Kara DioGuardi, Greg Wells, Adam Lambert | Wells                              | 3:27       |
| 5.  | "Soaked"                          | Matthew Bellamy                          | Cavallo                            | 4:31       |
| 6.  | "Sure Fire Winners"               | David Gamson, Alex James, Oliver Lieber  | Cavallo                            | 3:30       |
| 7.  | "A Loaded Smile"                  | Linda Perry                              | Perry                              | 4:03       |
| 8.  | "If I Had You"                    | Martin, Shellback, Savan Kotecha         | Martin, Shellback, Kristian Lundin | 3:46       |
| 9.  | "Pick U Up"                       | Rivers Cuomo, Wells, Lambert             | Wells                              | 3:59       |
| 10. | "Fever"                           | Lady Gaga, Rob Fusari, Jeff Bhasker      | Bhasker                            | 3:24       |
| 11. | "Sleepwalker"                     | Ryan Tedder, Aimee Mayo, Chris Lindsey   | Tedder                             | 4:23       |
| 12. | "Aftermath"                       | Lambert, Alisan Porter, Ferras, Ely Rise | Howard Benson                      | 4:23       |
| 13. | "Broken Open"                     | Wells, Lambert, Evan "Kidd" Bogart       | Wells                              | 5:03       |
| 14. | "Time for Miracles" (bonus track) | Alain Johannes, Natasha Shneider         | Cavallo                            | 4:41       |

| Ca khúc tặng kèm bản Quốc tế và bản Tour | Ca khúc tặng kèm bản Quốc tế và bản Tour | Ca khúc tặng kèm bản Quốc tế và bản Tour        | Ca khúc tặng kèm bản Quốc tế và bản Tour | Ca khúc tặng kèm bản Quốc tế và bản Tour |
| STT                                      | Nhan đề                                  | Sáng tác                                        | Sản xuất                                 | Thời lượng                               |
| ---------------------------------------- | ---------------------------------------- | ----------------------------------------------- | ---------------------------------------- | ---------------------------------------- |
| 14.                                      | Chưa có tiêu đề                          |                                                 | Rogg                                     |                                          |
| 15.                                      | "Master Plan"                            | Ryan Tedder, Dave Roth, Pat Benzner, David Jost | Tedder                                   | 3:21                                     |
| 16.                                      | "Down the Rabbit Hole"                   | Greg Wells, Lambert, Evan Bogart                | Wells                                    | 4:06                                     |
| 17.                                      | "No Boundaries"                          | Kara DioGuardi, Cathy Dennis, Mitch Allan       |                                          | 3:48                                     |
| 18.                                      | "Voodoo"                                 | Adam Lambert, Sam Sparro, Jesse Rogg            |                                          | 3:13                                     |
| 19.                                      | "Can't Let You Go" (UK edition only)     | Greg Wells, Claude Kelly                        | Rogg                                     | 4:14                                     |

| DVD bản Tour | DVD bản Tour                             | DVD bản Tour |
| STT          | Nhan đề                                  | Thời lượng   |
| ------------ | ---------------------------------------- | ------------ |
| 1.           | "Music Again" (Stripped)                 |              |
| 2.           | "Sleepwalker" (Stripped)                 |              |
| 3.           | "For Your Entertainment" (Stripped)      |              |
| 4.           | "Soaked" (Sessions@AOL)                  |              |
| 5.           | "If I Had You" (Sessions@AOL)            |              |
| 6.           | "Whataya Want from Me" (Sessions@AOL)    |              |
| 7.           | "Strut" (Sessions@AOL)                   |              |
| 8.           | "Fever" (Sessions@AOL)                   |              |
| 9.           | "If I Had You" (Music video)             |              |
| 10.          | "For Your Entertainment" (Music video)   |              |
| 11.          | "Whataya Want from Me" (Music video)     |              |
| 12.          | "Making of 'If I Had You'" (music video) |              |

| Remixes | Remixes                                                       | Remixes                    | Remixes    |
| STT     | Nhan đề                                                       | Sáng tác                   | Thời lượng |
| ------- | ------------------------------------------------------------- | -------------------------- | ---------- |
| 1.      | "Whataya Want from Me" (Fonzerelli Electro House Club Mix)    | Pink, Martin, Shellback    | 5:51       |
| 2.      | "Whataya Want from Me" (Brad Walsh a Vivir Mix)               | Pink, Martin, Shellback    | 4:31       |
| 3.      | "Whataya Want from Me" (Jason Nevins Electrotek Extended Mix) | Pink, Martin, Shellback    | 6:22       |
| 4.      | "For Your Entertainment" (Bimbo Jones Vocal Mix)              | Kelly, Dr. Luke            | 6:29       |
| 5.      | "For Your Entertainment" (Brad Walsh Remix)                   | Kelly, Dr. Luke            | 4:56       |
| 6.      | "If I Had You" (Jason Nevins Radio Edit)                      | Martin, Kotecha, Shellback | 3:44       |

## Vị trí trên các Bảng xếp hạng
For Your Entertainment bán ra 198,000 bản trong tuần đầu tiên, đứng thứ 3 trên Bllboard 200. Đến 2/2/2010, album bán ra trên 492,000 bản ở Mỹ. Album For Your Entertainment đứng thứ 6 trong những album hay nhất thập kỷ trên BillBoard (Readers' poll)
| Bảng xếp hạng (2009-2010) | vị trí |
| ------------------------- | ------ |
| Canadian Albums Chart     | 8      |
| Finnish Albums Chart      | 42     |
| New Zealand Albums Chart  | 8      |
| UK Albums Chart           | 87     |
| U.S. Billboard 200        | 3      |

## Lịch sử phát hành
| Nơi phát hành | Ngày                 | Hãng đĩa    |
| ------------- | -------------------- | ----------- |
| Mỹ            | 23 tháng 11 năm 2009 | RCA Records |
| Anh           | 12 tháng 4 năm 2010  | Sony BMG    |